# Забабье (станция)
Забабье — остановочный пункт в Буда-Кошелевском районе линии Гомель-Жлобин (н.п. — Забабье).

## Расположение
14 км на северо-запад от Буда-Кошелёво, 62 км от Гомеля.

## История
В 2003 году при замене платформы на железнодорожной станции рабочие обнаружили место военного захоронения (11 советских воинов, погибших во время Великой Отечественной войны).